# Harald Heinrich

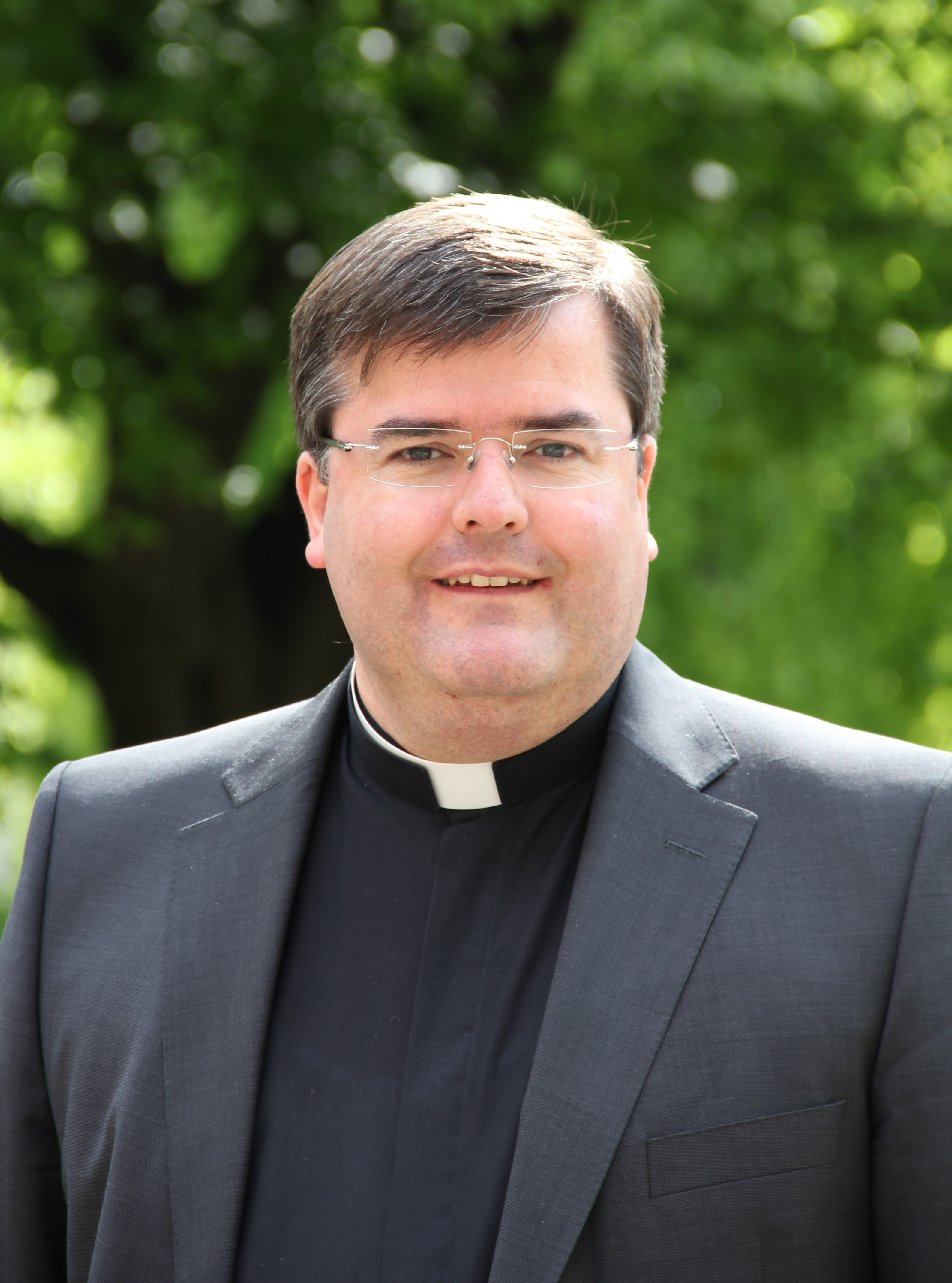
Harald Heinrich, 2011

Harald Heinrich (* 3. März 1967 in Lindenberg im Allgäu) ist ein römisch-katholischer Theologe und Domkapitular des Bistums Augsburg. Von 2012 bis 2021 amtierte er als Generalvikar in der Diözese unter den Bischöfen Konrad Zdarsa und Bertram Meier. Seit 1. September 2021 ist er Stadtpfarrer von Dillingen an der Donau.

## Leben
Harald Heinrich wuchs in Weißensberg im schwäbischen Landkreis Lindau auf. Er besuchte in der nahegelegenen Kreisstadt Lindau das Bodensee-Gymnasium und absolvierte dort sein Abitur. Aus einem katholischen und eher kirchendistanzierten Elternhaus stammend, kam er über seinen Religionslehrer am Gymnasium und offene Seminarangebote der Diözese, dem Bistum Augsburg, zum Berufsziel eines Priester- oder Ordenslebens. Im Alter von 19 Jahren trat er in das Priesterseminar Augsburg ein und studierte anschließend in Augsburg und im schweizerischen Freiburg Theologie.
Er wurde zunächst zum Diakon und am 28. Juni 1992 im Hohen Dom zu Augsburg zum Priester geweiht. Seine Primiz hielt Heinrich in der Pfarrkirche St. Markus in Weißensberg. Von 1992 bis 1994 war er Kaplan in der Pfarrei St. Anton in Augsburg. Von 1994 bis 1997 verbrachte er drei Jahre als Benefiziat in der Pfarrei St. Justina in Bad Wörishofen. Im Anschluss daran trat er seine erste Pfarrstelle in der Pfarrei St. Nikolaus in Pfronten an, an der er bis 2008 tätig war. Zudem war er von 2003 bis 2008 Mesner-Präses im Mesnerverband des Dekanats Füssen. In den Jahren 2005 bis 2008 war er Prodekan im Dekanat Füssen. 2008 erfolgte Heinrichs Ernennung zum Domvikar.
Von 2008 bis 2009 war er stellvertretender Personalreferent für Priester und Sekretär des Generalvikars im Bistum Augsburg sowie Pfarradministrator der Filialkirche St. Gabriel in Deuringen. 2009 wurde er zum Domkapitular ernannt. Von 2009 bis 2011 war Heinrich Ständiger Berater der Ordinariatskonferenz und zugleich Leiter des Instituts für Aus- und Fortbildung und Begleitung (Haus Katharina von Siena) der Diözese Augsburg. Von 2009 bis 2012 war er Personalreferent für Priester und zudem stellvertretender Generalvikar. 2010 wurde Harald Heinrich zum Monsignore ernannt. Von 2011 bis 2013 war er nebenamtlicher Pfarradministrator der Pfarreien in Affing und Haunswies, die er gemeinsam mit Domvikar Christoph Hänsler betreute.
Im Zuge der Neustrukturierung des Bischöflichen Ordinariats in Augsburg leitet er seit Mai 2011 die Hauptabteilung „Personal/Planung“. Am 5. Juni 2012 wurde Harald Heinrich – unter Beibehaltung der Leitung der Hauptabteilung „Personal/Planung“ – von Bischof Konrad Zdarsa als Nachfolger von Karlheinz Knebel zum Generalvikar in Augsburg ernannt. Seit 2013 ist er Diözesanpräses des Mesnerverbandes der Diözese Augsburg und seit 2014 Spiritual bei den Barmherzigen Schwestern vom hl. Vinzenz von Paul in Augsburg.
Außerdem hat Harald Heinrich seit Anfang 2016 in Nachfolge von Peter C. Manz das Amt des Caritasrats-Vorsitzenden der Diözese Augsburg inne.
Mit der Emeritierung von Bischof Konrad Zdarsa erlosch im Juli 2019 Heinrichs Amt als Generalvikar. Diözesanadministrator Bertram Meier bestellte ihn zu seinem Ständigen Vertreter im Zeitraum der Sedisvakanz des Augsburger Bischofsstuhls. Nach der Bischofsweihe Bertram Meiers am 7. Juni 2020 ernannte ihn dieser zu seinem Generalvikar.
Anfang 2021 führte die Covid-19-Impfung von Heinrich zu einer öffentlichen Diskussion über eine angemessene Impfreihenfolge und -priorisierung. Die Diözese begründet Heinrichs Impfung damit, dass er als Seelsorger regelmäßig in Seniorenheimen arbeite – besonders wird in dem Zusammenhang auf alte Ordensfrauen hingewiesen – und damit wie Altenpfleger als Personal einzustufen wäre.
Im April 2021 gab das Bistum bekannt, dass Heinrich zum 1. September 2021 auf das Amt des Stadtpfarrers von Dillingen wechselt. Sein Nachfolger als Generalvikar ist Domdekan Wolfgang Hacker.

## Schriften
als Mitherausgeber:
- Neue Evangelisierung – Kirche konkret. Personen – Positionen – Perspektiven. Festschrift für Bischof Dr. Konrad Zdarsa zum 70. Geburtstag. Herausgegeben mit Bertram Meier und Gerda Riedl. Verlag Ferdinand Schöningh, Paderborn 2014, ISBN 978-3-506-76652-6.
- Bertram Meier: Kirche – Gemeinschaft mit begründeter Hoffnung! Festgabe zum 60. Geburtstag: Domprediger-Homilien. Herausgegeben mit Gerda Riedl. Kunstverlag Josef Fink, Lindenberg i. Allgäu 2020, ISBN 978-3-95976-287-8.